# 菊田神社
菊田神社（きくたじんじゃ）は、千葉県習志野市津田沼（旧津田沼町大字菊田字宮越）にある神社。旧社格は村社。神紋は「菊に田の字」。

## 祭神
- 大己貴大神
- 藤原時平命 - 流刑に処されてこの地にたどり着いた藤原師経と藤原師長によって合祀されたと伝わる。

## 由緒
旧久々田村の産土神で、古くは「久々田大明神」と称された。弘仁年間（810年～824年）頃に創建されたと伝わる。かつては境内地周辺は入り江で、当社は島の上に鎮座していたと言われている。時が経つにつれ入り江が浅瀬となり、やがて浅瀬も埋め立てられ周辺が水田地帯となった。「久々田」（くくだ・くぐた）という地名はかつてこの周辺に生えていた「クゴ」という草から来ていると伝わる。
当社の神主を務める植草氏所蔵の「菊田神社古文書」載録の、慶長2年（1597年）5月に行われた本殿の修復に当たって書き残された棟札の裏書の書写には以下のように記されている。
これによれば、治承5年（1181年）に罪を受けて下総国に流罪となった藤原師経が久々田浦に漂着し、大己貴命を祭神とする当社に祖先の藤原時平を合わせ祀った。後に師経は千葉郡三山郷（現在の二宮神社）に移住したという。境内が船の形をしているのは、師経一族の着船の記念するためであると伝えられている。
もう一つの伝承によれば、師経とその一族郎党が相模国から上総国に渡ろうとして船に乗ったが時化に遭い、姉の乗った船は上総の姉崎（現・市原市）に着いて、いっぽう師経は下総の久々田浦へ流された。鷺沼源太光則という土地の豪族が師経を迎えて、他の一行に無事に到着したことを知らせるために久々田村と鷺沼村の境界にある小丘で烽火をあげた。師経・光則らがかがり火を焚いたと言われる場所は「神之台（かんのだい、かんのんだい）」または「火の口台」と呼ばれ、二宮神社の七年祭りの時に二宮神社と当社の神輿がここに立ち寄るのが恒例となっている。
宝暦年間（1751年～1763年）には「菊田大明神」と改称。大正元年（1912年）11月、近隣区内の金刀比羅神社等6社を境内社として合祀。昭和53年（1978年）10月、千葉県神社庁より「顕彰規範神社」に指定された。

## 境内

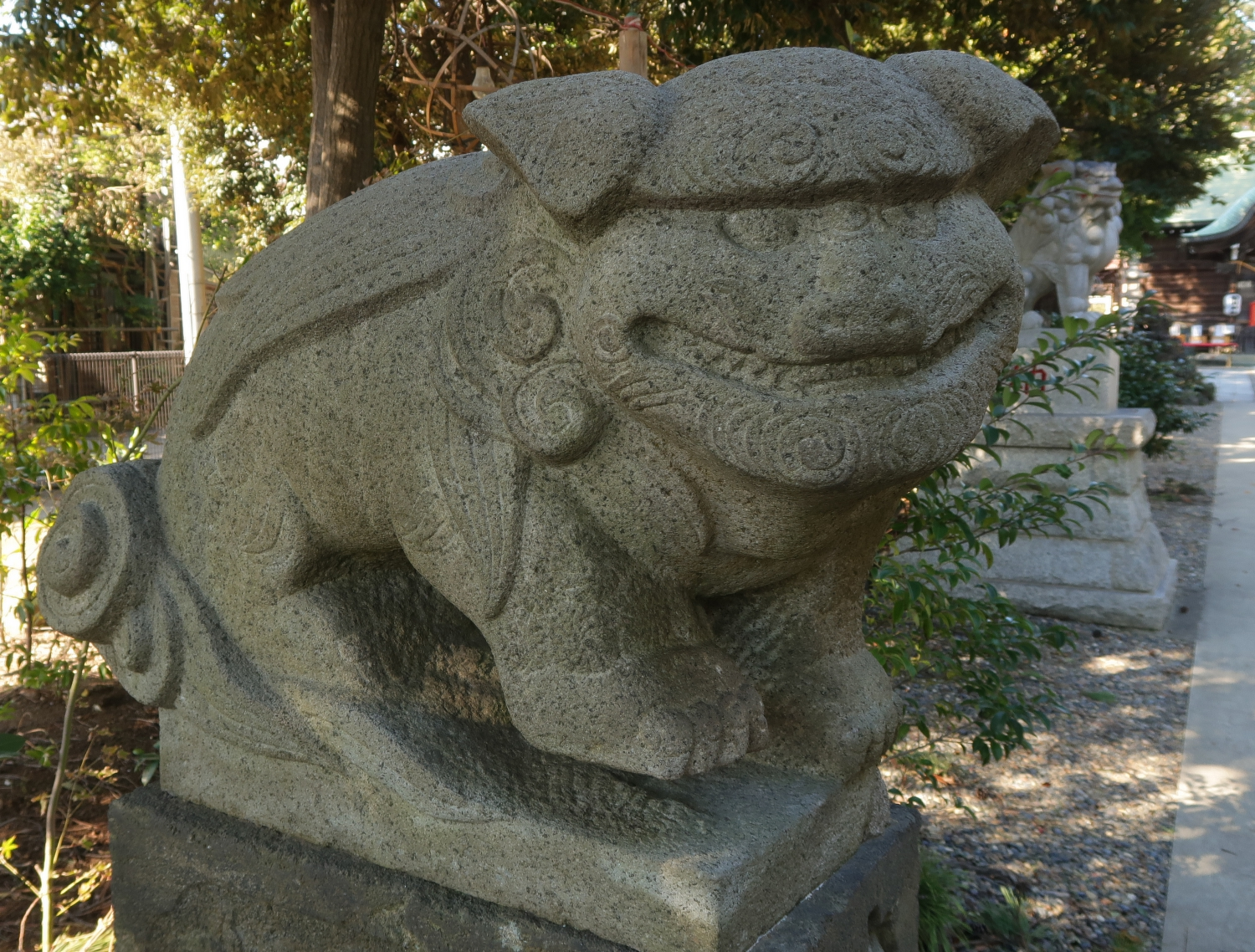
「アイーン狛犬」と呼ばれる狛犬像

### 御池
境内にある池の水源は二宮神社と言われている。この地域は低地で中世は海が近く、流罪に処せられた師経・師長ら一党が神社の池周辺の入り江に上陸したという伝説も残されている。古墳時代は海岸線が今の陸地に近かったため、この入り江が船着き場であった可能性があると推測する研究家もいる。習志野市周辺の村落に住んでいる人々は海路で、関西方面から来たという伝承の残る旧家が多く存在する。

### 参道
50-60m程度の比較的整備された参道が延びている。安政5年（1858年）6月建立の鳥居は東日本大震災によって倒壊し、平成23年（2011年）12月に再建された。旧鳥居の一部は境内の一角に陳列されていたが、2020年頃から敷地内の整備のため撤去された。
鳥居から社殿までの間に3対の狛犬があり、一番手前の1対（天保9年（1838年）建立）の吽形にはその表情から「アイーン狛犬」というあだ名がつけられている。

### 社殿

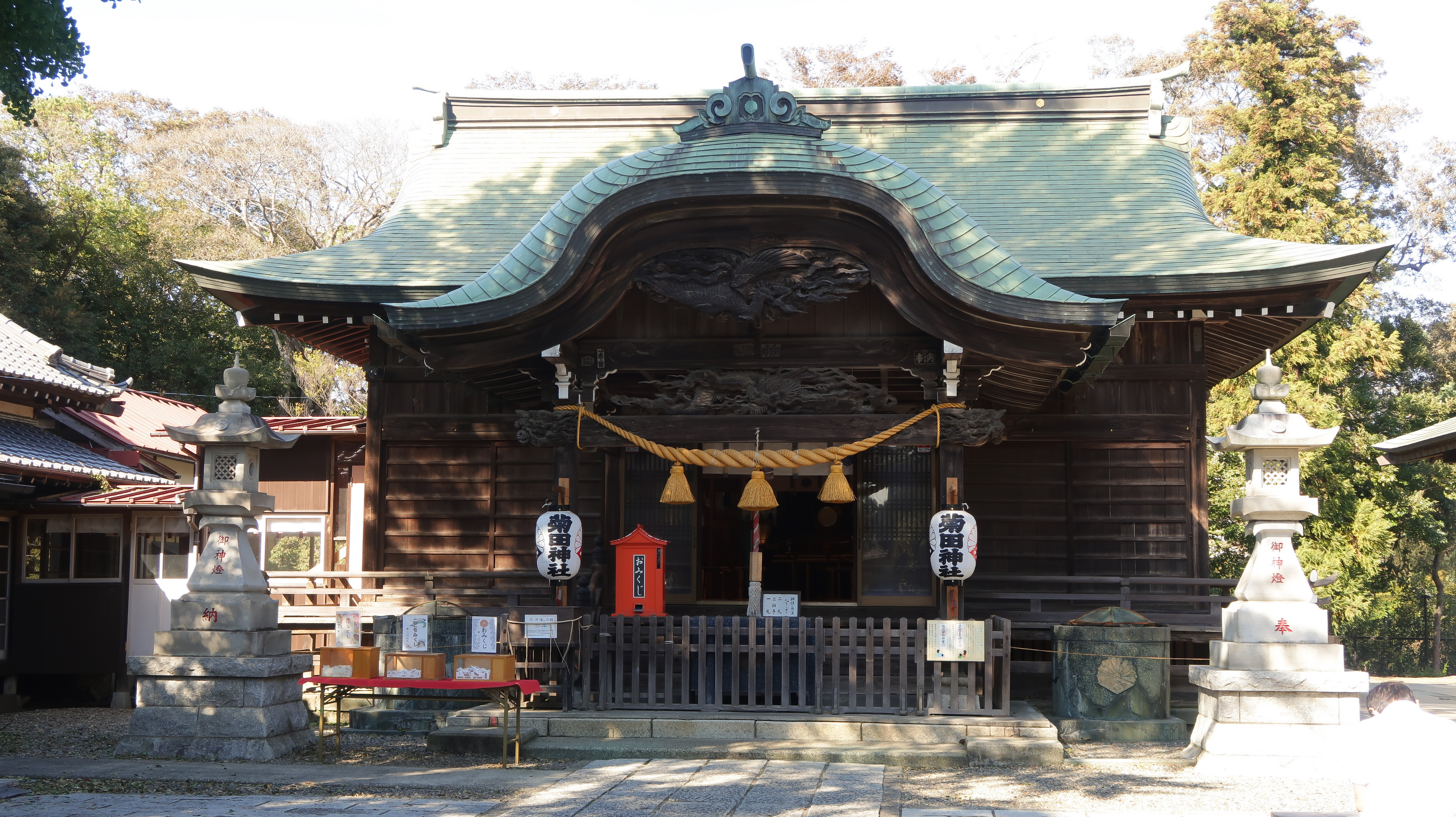
拝殿（2018年撮影）

社殿が改造営・改修された時期は以下の通りである。
- 康元元年（1256年）- 社殿が木造に改築造営
- 慶長2年（1597年）5月
- 正保3年（1646年）9月
- 寛保2年（1742年）9月
- 宝暦3年（1753年）9月 - 拝殿造営
- 寛政8年（1796年）11月
- 文政3年（1820年）8月
- 弘化3年（1846年）9月
- 明治26年（1893年）12月 - 拝殿・玉垣再造営
- 昭和48年（1973年）9月 - 本殿の屋根、銅板瓦葺に改修
- 平成7年（1995年）9月 - 神輿庫改築、神輿新調

### 摂末社

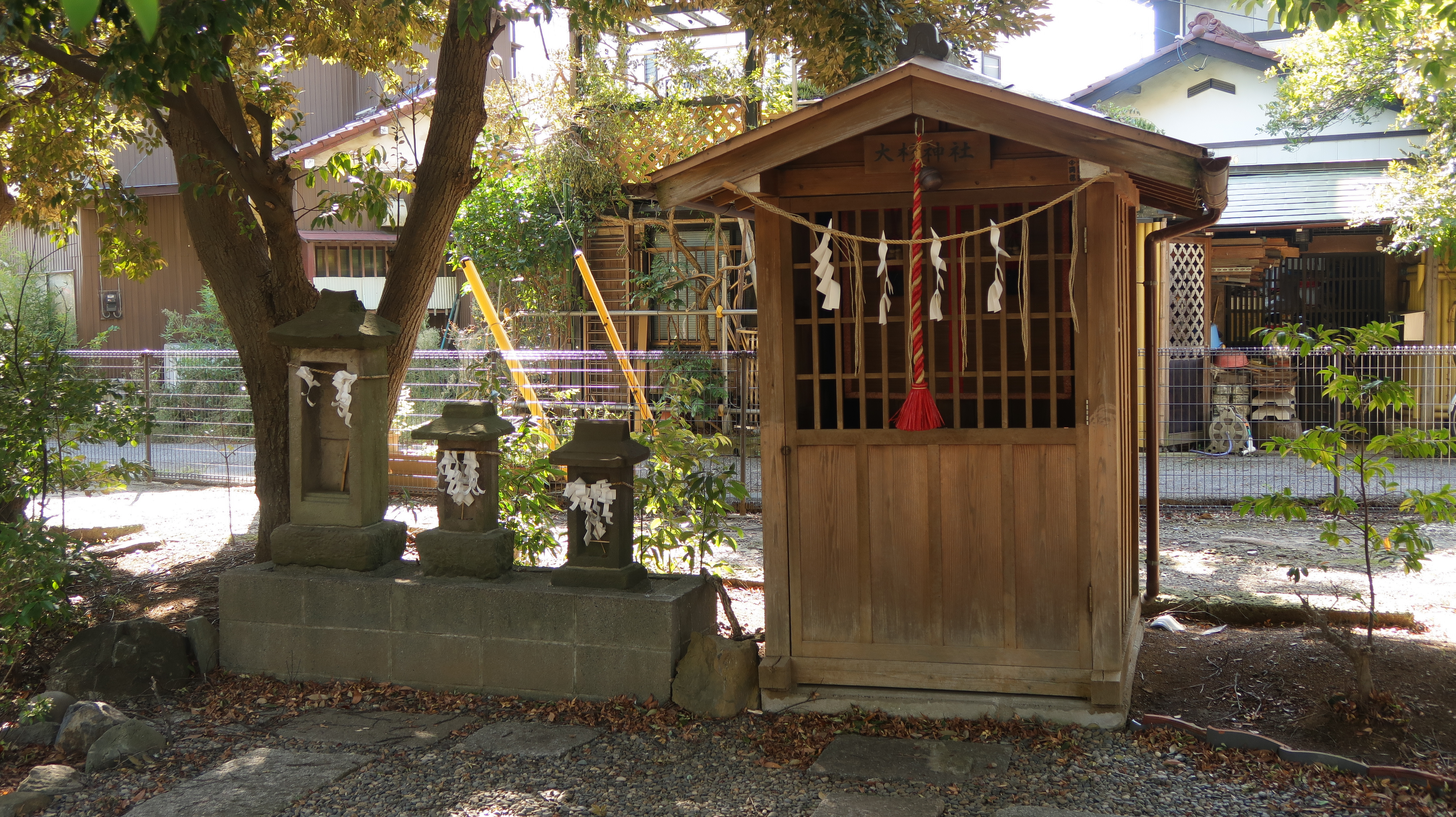
大杉神社と末社3社

- 子安神社
- 大杉神社（あんば様）
- 稲荷社
- 御嶽大神
- 三峯神社
- 古峯神社
- 琴平神社

## 祭事

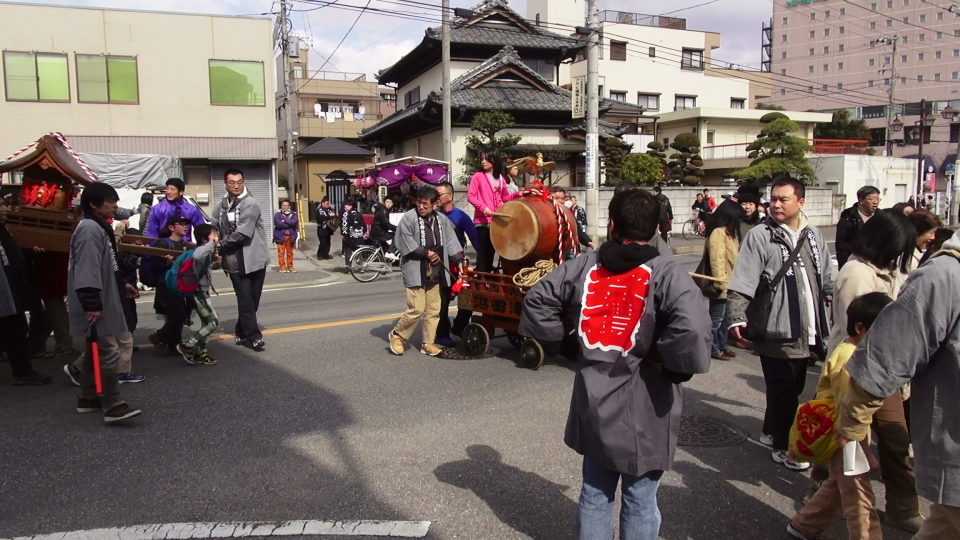
あんば様（2012年3月11日撮影）

- 歳旦祭（1月1日）
- 節分祭（2月3日）
- あんば様（3月15日に近い日曜日）

3月15日に近い日曜日に行われる民間信仰の行事。「あんばーおーせー（阿波大杉）大明神、悪魔を払ってよーいやせ」と唱えながら地区内を神輿渡御する。正しくは「阿波様（あばさま）」といい、明治期に天然痘（ほうそう）流行を防ぐために始まったと言われている。言い伝えによると、久々田村の行商が伝染病に効くと言われている常陸国阿波村（現・茨城県稲敷市）の大杉神社（大杉大明神）の御札を持ち帰ったところ、疫病の流行が治まったという。それ以降、大杉神社の分霊を境内に祀り「あんば様」の祭りが続けられている。
- 例祭（10月19日）
- 追儺祭
- 下総三山の七年祭り（丑年・未年）

船橋市三山にある二宮神社を中心とし、船橋市・千葉市・八千代市・習志野市の9神社が参加する祭り。当社は「叔父（おじ）」の役割を務める。

## 交通アクセス
- 京成電鉄京成線 京成津田沼駅より徒歩5分
- JR総武線 津田沼駅より徒歩15分

## 関連場所
- 神之台（かんのだい・かんのんだい）・火の口

藤原師経が荒天に遭遇してこの地に流れ着いた際に、見失った姉の船に合図の烽火を上げたと伝わる場所。七年祭りの終わりに際して二宮神社の神輿がここに安置され、神事が行われる。
位置：北緯35度40分38秒 東経140度01分25.5秒 / 北緯35.67722度 東経140.023750度